# Kisimngiuqtuq Peak
Kisimngiuqtuq Peak – szczyt na terytorium Nunavut, w Kanadzie, w Górach Baffina, w paśmie innuickim, na Ziemi Baffina. Jest dziesiątym co do wysokości szczytem w Nunavut.